# Carlos Calado
Carlos Calado (São Paulo, 1956), jornalista e crítico musical brasileiro. Escreve para o jornal Folha de S. Paulo desde 1986, entre outros veículos da imprensa nacional.

## Carreira
Antes de se dedicar ao jornalismo, atuou como músico (saxofonista) e estudou teatro na USP. Completou seu mestrado em Artes pela Universidade de São Paulo em 1989, com orientação de Jacó Guinsburg.
Em 1987 ingressou na redação do jornal Folha de S. Paulo, onde atuou como crítico de música, editor assistente, repórter e redator.
Em 1994 deixou a redação, mas continuou colaborando regularmente com jornal. Como repórter e crítico, cobriu dezenas de festivais de música na América do Norte, na Europa, no Caribe e na África.
Na década de 90, produziu e apresentou o programa What's New: Um Toque de Jazz (rádios USP FM de São Paulo e Cultura FM de Campinas), ao lado de Flavio Mancini e Ayrton Martini. Em 2000, foi consultor musical e roteirista do documentário O Avesso da Bossa, dirigido por Rogério Gallo.
Foi repórter especial do site CliqueMusic (2000-2001) e escreveu para as revistas Vogue, Bravo!, Som Três, Showbizz, Audio News, Principal e Raça Brasil. Colaborou ainda com os jornais Valor Econômico e O Tempo (MG).
A partir de 2000 atuou como curador de projetos musicais para diversas unidades do SESC de São Paulo: “Prata da Casa” (Sesc Pompéia, 2000-2003), “Sotaques do Samba” (Sesc Vila Mariana, 2004), “Popular ou Brega?” e “Romântico ou Cafona?” (Sesc Ipiranga, 2004-2005), “Da Malandragem à Pilantragem” (Sesc Pompéia, 2006).

## Obras publicadas
- Coleção Folha Raizes da Música Popular Brasileira" (volumes Pixinguinha e Adoniran Barbosa), Folha de S. Paulo, 2010[2]
- 300 Discos Importantes da Música Brasileira, Paz e Terra, 2008, em parceria com Charles Gavin, Tárik de Souza e Arthur Dapieve[3]
- Coleção Folha Clássicos do Jazz (20 fascículos), Folha de S. Paulo, 2007-2008
- Tropicália: A História de Uma Revolução Musical, editora 34, 1997
- A Divina Comédia dos Mutantes, editora 34, 1995
- O Jazz Como Espetáculo, Editora Perspectiva, 1990
- Jazz ao Vivo, Editora Perspectiva, 1989